# МДР-4
МДР-4 (АНТ-27) — морской дальний разведчик и торпедоносец, разработанный в ОКБ Туполева в середине 1930-х годов.

## История разработки
В 1933 году ЦАГИ начал проектирование дальнего морского разведчика МДР-4 (АНТ-27). Базой для разработки стал опытный гидросамолёт МДР-3 конструкции И. В. Четверикова, выпущенный в 1932 году. МДР-4 представлял собой 3-моторный высокоплан со свободнонесущим крылом. За счёт снижения удельной нагрузки на крыло удалось повысить скороподъёмность и практический потолок.
Самолёт проектировался в вариантах дальнего разведчика, тяжёлого бомбардировщика и пассажирского самолёта на 14 мест. В разведывательном варианте в экипаж входило 5 человек: штурман (по совместительству выполнявший функции переднего стрелка), два пилота, бортмеханик и кормовой стрелок. В бомбардировщике к ним добавлялись радист-бомбардир и стрелок пушечной установки.
Опытный образец гидросамолёта был построен в марте 1934 года и отправлен в Севастополь для испытаний. Первый полёт прошёл 8 апреля. Испытывали самолёт пилоты Т. В. Рябенко, А. А. Волынский и конструктор ЦАГИ И. И. Погосский. Самолёт в целом успешно проходил испытания. Из недостатков было отмечено необычное поведение при взлёте. 15 апреля гидросамолёт на взлёте столкнулся с высокой волной и разбился. Погибли 4 человека.
Испытания были продолжены на втором экземпляре, получившем обозначение АНТ-27бис. Первый полёт на нём прошёл в октябре 1934 года. Испытания продолжались до марта 1935 года. Отмечались хорошие лётные и гидродинамические характеристики и лёгкость управления. Было рекомендовано принять самолёт на вооружение после устранения ряда недостатков. Одной из рекомендаций была установка новых высотных двигателей М-34Н. После его установки максимальная скорость достигла 266 км/ч, а практический потолок — 6550 м.
23 сентября 1935 года произошла новая катастрофа, унёсшая жизни трёх человек. Тем не менее, было принято решение о серийном производстве. Официальное принятие на вооружение произошло в 1936 году. Таганрогскому заводу № 31 было поручено до конца года построить 16 самолётов. 29 апреля 1936 года головной самолёт серии вышел на испытания.
В силу загруженности Таганрогский завод к концу году выпустил лишь 5 самолётов, а в 1937 году — ещё 10. Все самолёты поступили на вооружение Черноморского флота в 124 морскую тяжёлую эскадрилью, где прослужили несколько лет.

## Лётно-технические характеристики
Технические характеристики
- Экипаж: 3 чел.
- Длина: 21,9 м
- Размах крыла: 39,15 м
- Высота: 8,76 м
- Площадь крыла: 177,5 м²
- Масса пустого: 10 692 кг
- Нормальная взлётная масса: 16 386 кг
- Масса топлива во внутренних баках: 7650 л

Лётные характеристики
- Максимальная скорость: 266 км/ч
- Крейсерская скорость: 196 км/ч
- Практический потолок: 4300 м